# 29. National Hockey League All-Star Game
Das 29. National Hockey League All-Star Game wurde am 20. Januar 1976 in Philadelphia ausgetragen. Das Spiel fand im The Spectrum, der Spielstätte des Gastgebers Philadelphia Flyers statt. Die All-Stars der Prince of Wales Conference schlugen die der Campbell Conference in einem torreichen Spiel mit 7:5. Das Spiel sahen 16.436 Zuschauer. Peter Mahovlich von den Montréal Canadiens wurde zum MVP gekürt.

## Mannschaften
| #           | Land     | Spieler         | Pos.           | Team                    |
| Torhüter    |          |                 |                |                         |
| 1           | Kanada   | Wayne Thomas    | Wayne Thomas   | Toronto Maple Leafs     |
| 29          | Kanada   | Ken Dryden      | Ken Dryden     | Montréal Canadiens      |
| Verteidiger |          |                 |                |                         |
| 2           | Kanada   | Larry Robinson  | Larry Robinson | Montréal Canadiens      |
| 3           | Kanada   | Dave Burrows    | Dave Burrows   | Pittsburgh Penguins     |
| 4           | Kanada   | Jerry Korab     | Jerry Korab    | Buffalo Sabres          |
| 5           | Kanada   | Guy Lapointe    | Guy Lapointe   | Montréal Canadiens      |
| 21          | Schweden | Börje Salming   | Börje Salming  | Toronto Maple Leafs     |
| 22          | Kanada   | Brad Park       | Brad Park      | Boston Bruins           |
| Angreifer   |          |                 |                |                         |
| 6           | Kanada   | Bill Clement    | C              | Washington Capitals     |
| 7           | Kanada   | Rick Martin     | LW             | Buffalo Sabres          |
| 8           | Kanada   | Dan Maloney     | LW             | Detroit Red Wings       |
| 9           | Kanada   | Pierre Larouche | C              | Pittsburgh Penguins     |
| 10          | Kanada   | Guy Lafleur     | RW             | Montréal Canadiens      |
| 11          | Kanada   | Craig Ramsay    | LW             | Buffalo Sabres          |
| 12          | Kanada   | Al MacAdam      | RW             | California Golden Seals |
| 16          | Kanada   | Marcel Dionne   | C              | Los Angeles Kings       |
| 17          | Kanada   | Steve Shutt     | LW             | Montréal Canadiens      |
| 19          | Kanada   | Jean Pronovost  | RW             | Pittsburgh Penguins     |
| 19          | Kanada   | Gregg Sheppard  | C              | Boston Bruins           |
| 20          | Kanada   | Pete Mahovlich  | C              | Montréal Canadiens      |

| #           | Land               | Spieler            | Pos.             | Team                  |
| Torhüter    |                    |                    |                  |                       |
| 1           | Kanada             | Glenn Resch        | Glenn Resch      | New York Islanders    |
| 35          | Kanada             | Wayne Stephenson   | Wayne Stephenson | Philadelphia Flyers   |
| Verteidiger |                    |                    |                  |                       |
| 2           | Kanada             | Carol Vadnais      | Carol Vadnais    | New York Rangers      |
| 4           | Kanada             | Phil Russell       | Phil Russell     | Chicago Black Hawks   |
| 5           | Kanada             | Denis Potvin       | Denis Potvin     | New York Islanders    |
| 6           | Kanada             | André Dupont       | André Dupont     | Philadelphia Flyers   |
| 20          | Kanada             | Jimmy Watson       | Jimmy Watson     | Philadelphia Flyers   |
| Angreifer   |                    |                    |                  |                       |
| 7           | Kanada             | Garry Unger        | C                | St. Louis Blues       |
| 8           | Kanada             | Steve Vickers      | LW               | New York Rangers      |
| 9           | Kanada             | Wilf Paiement      | RW               | Kansas City Scouts    |
| 10          | Kanada             | Dennis Ververgaert | RW               | Vancouver Canucks     |
| 11          | Kanada             | Bill Barber        | LW               | Philadelphia Flyers   |
| 12          | Kanada             | Bill Goldsworthy   | RW               | Minnesota North Stars |
| 14          | Kanada             | John Marks         | LW               | Chicago Black Hawks   |
| 15          | Kanada             | Billy Harris       | RW               | New York Islanders    |
| 17          | Vereinigte Staaten | Curt Bennett       | C                | Atlanta Flames        |
| 18          | Kanada             | Tom Lysiak         | C                | Atlanta Flames        |
| 19          | Kanada             | Bryan Trottier     | C                | New York Islanders    |
| 21          | Kanada             | Rick MacLeish      | C                | Philadelphia Flyers   |
| 27          | Kanada             | Reggie Leach       | RW               | Philadelphia Flyers   |

## Spielverlauf

### Wales Conference All-Stars 7 – 5 Campbell Conference All-Stars
All Star Game MVP: Pete Mahovlich (1 Tor, 3 Assists)
| Team       | Zeit  | Stand | Torschütze         | Vorlagengeber   | Vorlagengeber |
| 1. Drittel |       |       |                    |                 |               |
|            | 6:01  | 1-0   | Rick Martin        | Pete Mahovlich  | Guy Lafleur   |
|            | 16:59 | 1–1   | Curt Bennett       | André Dupont    |               |
|            | 18:31 | 2–1   | Pete Mahovlich     | Guy Lapointe    | Guy Lafleur   |
|            | 19:00 | 3–1   | Brad Park          | Pete Mahovlich  | Rick Martin   |
| 2. Drittel |       |       |                    |                 |               |
|            | 29:34 | 4–1   | Al MacAdam         | Dan Maloney     |               |
|            | 31:54 | 5–1   | Guy Lafleur        | Pete Mahovlich  | Rick Martin   |
|            | 33:51 | 6–1   | Marcel Dionne      |                 |               |
|            | 36:59 | 7–1   | Dan Maloney        | Pierre Larouche | Al MacAdam    |
| 3. Drittel |       |       |                    |                 |               |
|            | 44:33 | 7–2   | Dennis Ververgaert | Bryan Trottier  | Billy Harris  |
|            | 44:43 | 7–3   | Dennis Ververgaert | Bryan Trottier  | Billy Harris  |
|            | 54:17 | 7–4   | Denis Potvin       |                 |               |
|            | 54:46 | 7–5   | Steve Vickers      | Garry Unger     | Denis Potvin  |

Schiedsrichter: Lloyd Gilmour 

Linienrichter: Neil Armstrong, John D’Amico 

Zuschauer: 16.436